# 앤드루 로킹턴
앤드루 로킹턴(영어: Andrew Lockington, 1974년 1월 31일 ~ )은 캐나다 출신의 영화 음악 작곡가이다. 《퍼시 잭슨과 괴물의 바다》, 《샌 안드레아스》의 스코어를 담당했다.

## OST 담당 영화
- 《잃어버린 세계를 찾아서》(2008)
- 《잃어버린 세계를 찾아서 2: 신비의 섬》(2012)
- 《퍼시 잭슨과 괴물의 바다》(201
- 《샌 안드레아스》(2015)